# Obock
Obock (auch Obok oder Ubuk geschrieben, arabisch أوبوك Awbūk, DMG Aubūk) ist eine kleine Hafenstadt am Golf von Tadjoura im Norden Dschibutis und Hauptort der Region Obock. Sie hatte 2022 schätzungsweise 28.000 Einwohner.

## Geschichte
Der ursprüngliche Name des Ortes lautet auf Afar Ḥáyyu oder Ḥayyú („satt“) und bezieht sich auf die ehemals vorhandenen Mangroven, die in Dürrezeiten das Überleben der Kamele sicherten. 1862 erwarb Frankreich das damals fast unbewohnte Obock für 10.000 Thaler von lokalen Sultanen der Afar, um in dem Ort eine Bekohlungsstation für Schiffe zu errichten. Damit begann die Kolonisierung des heutigen Dschibuti.
Die Franzosen übernahmen die von arabischen Seeleuten verwendete Bezeichnung Oboḫ, die von ‘As Ōbóki abgeleitet ist, einer Bezeichnung für den mittleren Abschnitt des Oued Dár‘i. Eine reguläre Administration und französische Militärpräsenz gab es erst seit 1884; sie wurde über die Stadt hinaus auf das umliegende Gebiet ausgedehnt, wodurch Obock Hauptstadt des Territoire d'Obock wurde; doch dominierten weiterhin die Interessen privater Händler.
1886 wurde hier ein Lager für Zwangsarbeiter aus den afrikanischen und asiatischen Kolonien Frankreichs errichtet. Da die Wasserversorgung in Obock schwierig war, machte die Kolonialverwaltung im Jahr 1892 die 235 Straßenkilometer entfernte Stadt Dschibuti zu ihrem neuen Zentrum. 1889 wurde ein Seekabel von Obock nach Aden verlegt. 1896 wurde das Territorium Obock in das französische Somali-Protektorat integriert.

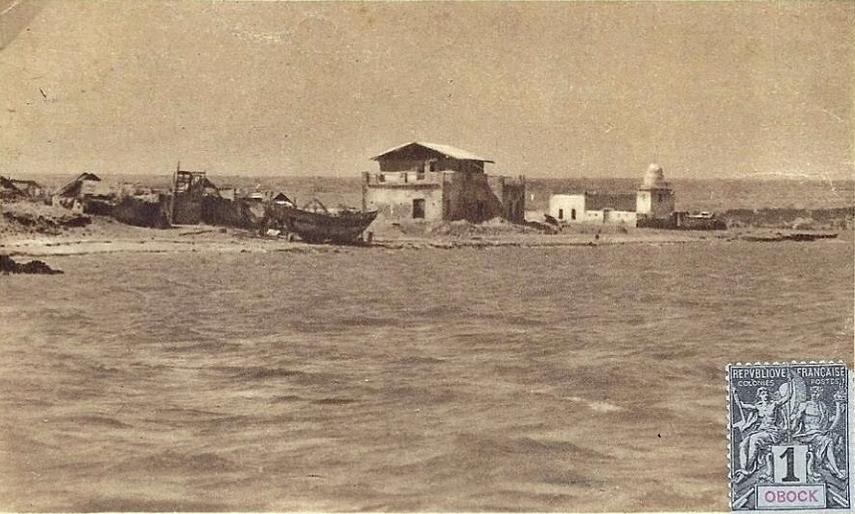
Haus von Henry de Monfreid in Obock (Ansichtskarte um 1918)

Um 1914 ließ sich der Abenteurer, Perlen-, Waffen- und Drogenhändler, Schriftsteller und Fotograf Henry de Monfreid in Obock nieder. Die Duldung der Verwaltung erkaufte er sich dadurch, dass er im Ersten Weltkrieg die feindlichen türkischen Stellungen in Jemen ausspionierte.
Im Zweiten Weltkrieg blieb die Kolonie dem Vichy-Regime treu und wurde bis zur Übernahme durch die Forces françaises libres 1942 von den Alliierten blockiert. 1963 wurde die Region Obock mit der Stadt Obock von der Region Tadjoura abgetrennt. Im Bürgerkrieg Anfang der 1990er Jahre wurde das Zentrum von Obock beschädigt. Die ehemalige amerikanische Armeebasis in Obock wurde 2015 von China übernommen.

## Verkehr

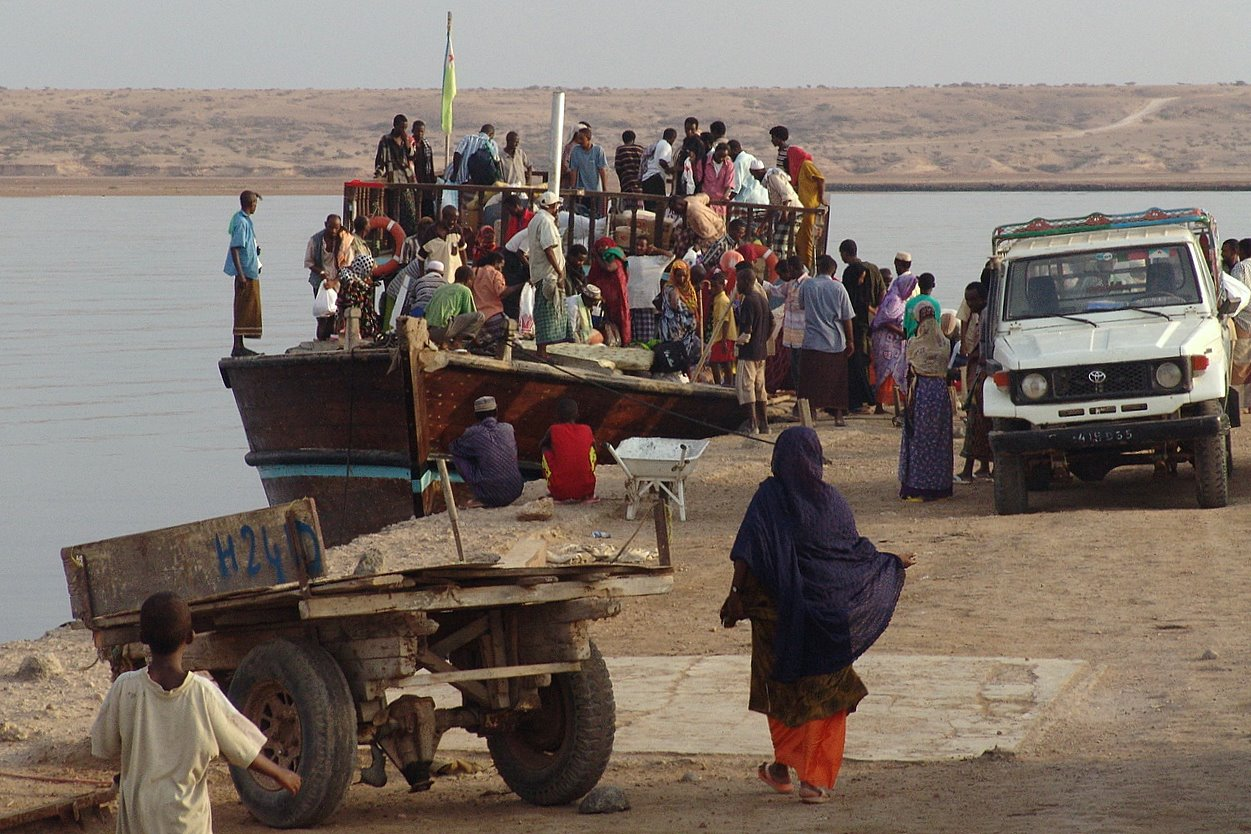
Ankunft der Fähre in Obock

Der Ort verfügt über einen Flugplatz und Fährverbindungen zur Stadt Dschibuti. 2016 begann der Bau eines neuen Hafens.

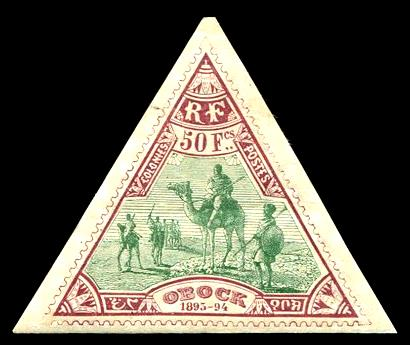
Briefmarke von Obock zu 50 Francs, eine der seltensten Briefmarken der Welt, die wegen der falschen Wertangabe, die eigentlich auf 50 Centimes lauten sollte, zurückgezogen wurde

Unter Philatelisten ist Obock für die Briefmarken bekannt, die in der Zeit des Territoire d’Obock 1893/94 in Form eines gleichseitigen Dreiecks mit aufgedruckter Zähnung, aber ohne Perforation herausgegeben wurden. 1894 wurde das Postamt geschlossen.